# Anthoscopus musculus
Anthoscopus musculus е вид птица от семейство Remizidae.

## Разпространение
Видът е разпространен в Етиопия, Кения, Сомалия, Южен Судан, Судан, Танзания и Уганда.